# NHK大分放送局

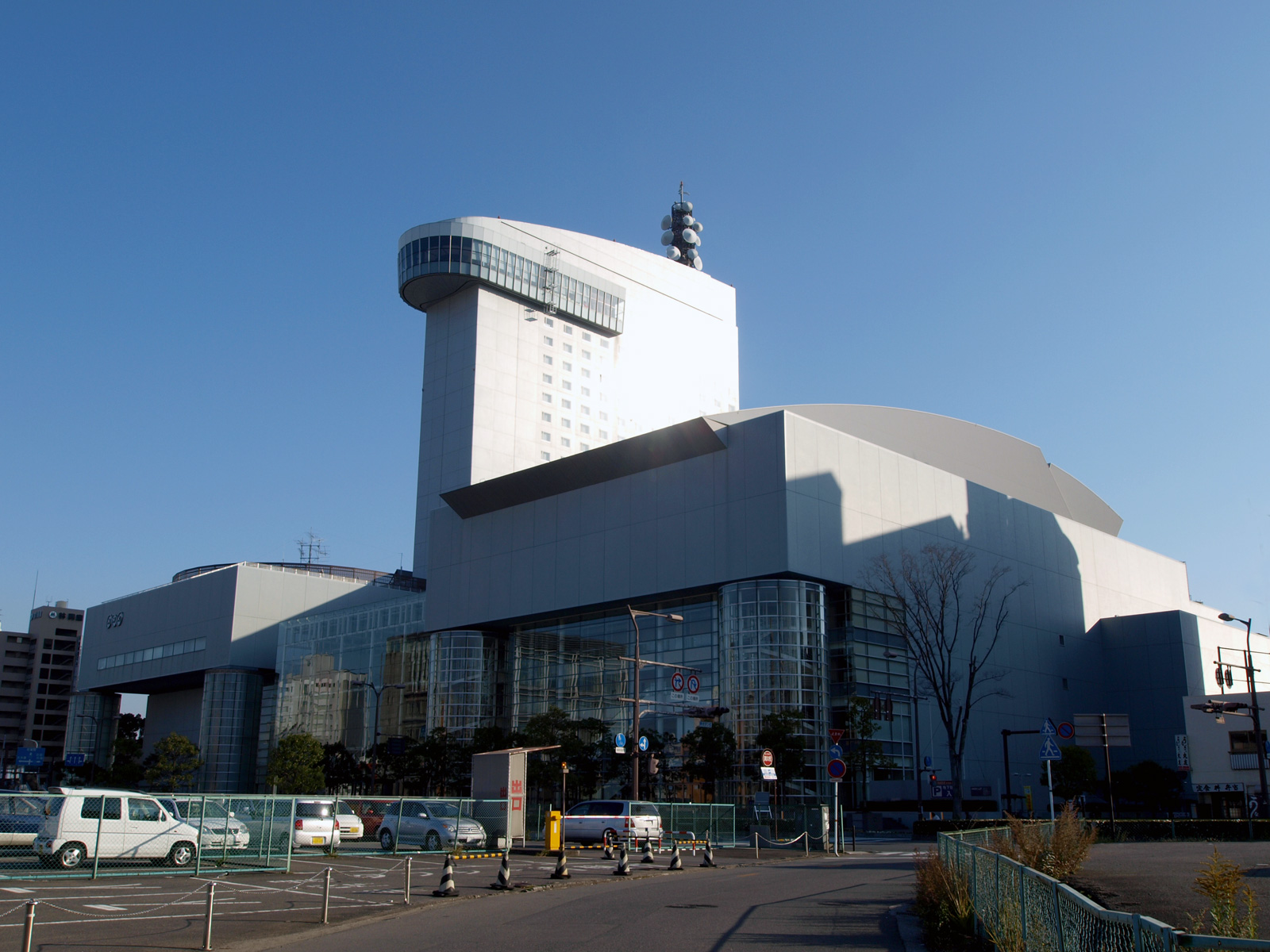
NHK大分放送局が入居するOASISひろば21全景

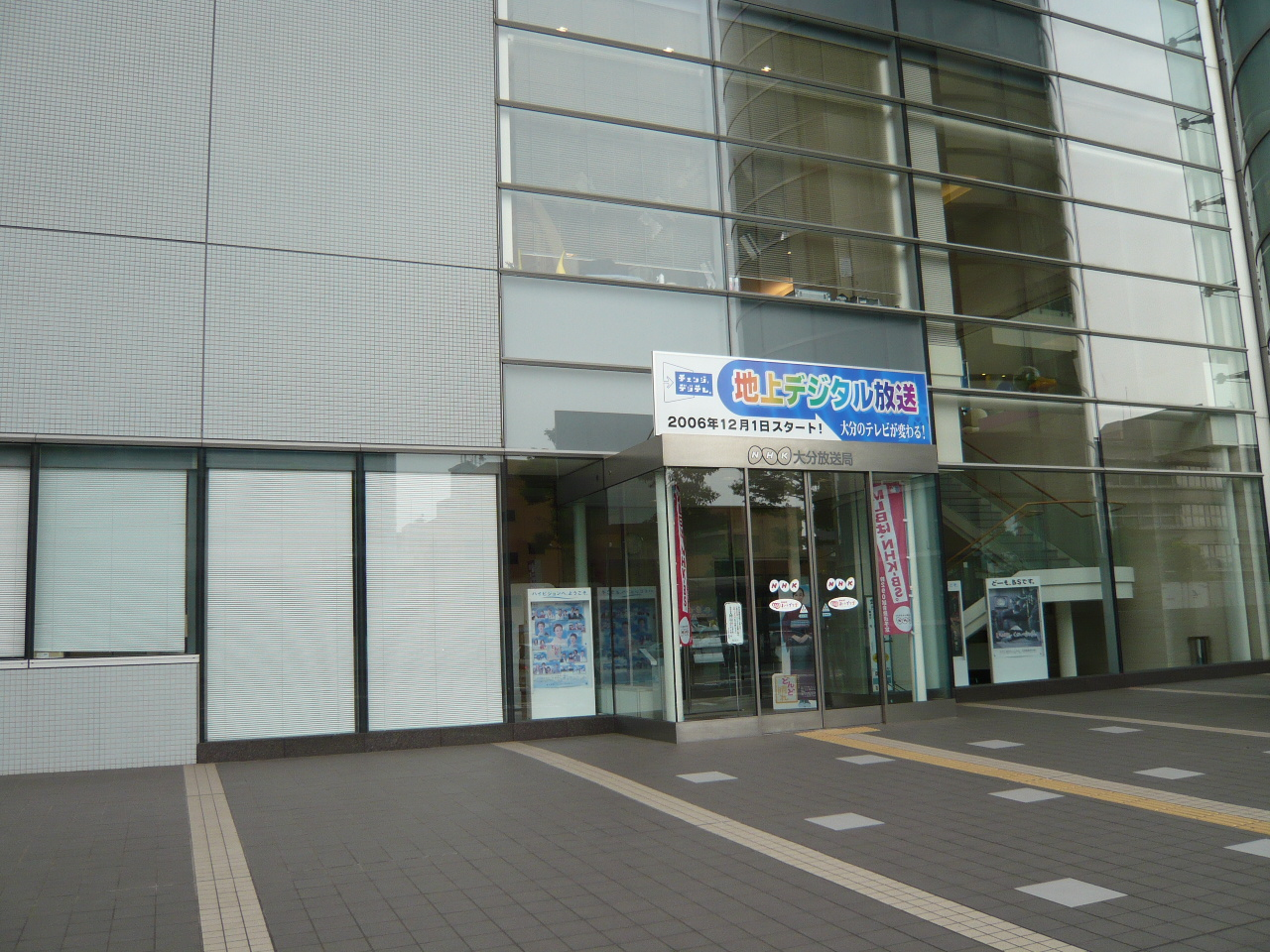
正面入口（2007年9月）

NHK大分放送局（エヌエイチケイおおいたほうそうきょく）は、大分県を放送対象地域とする日本放送協会（NHK）の地域放送局。テレビとラジオで県域放送を行っている。

## 概要
1941年6月20日、大分市西大分において、コールサイン「JOIP」周波数700kc、出力500Wでラジオ開局、1959年8月にはテレビジョン放送が始まった。九州では佐賀とともに後発組である。

## 沿革
- 1941年（昭和16年）6月 - 社団法人日本放送協会大分放送局、大分市神崎（現在のNHK平原ラジオ放送所）に開局（局長以下16名）。
- 1950年（昭和25年）6月1日 - 放送法施行に伴い社団法人日本放送協会が解散。特殊法人としての日本放送協会が設立され一切の権利義務を継承。
- 1954年（昭和29年）2月 - 第3回別府大分毎日マラソン大会ラジオ中継開始。
- 1959年（昭和34年）8月 - 総合テレビ放送開始。十文字原テレビ・FM放送所開所。
- 1961年（昭和36年）5月 - ローカル放送開始。
- 1962年（昭和37年）12月 - 教育テレビ（現：Eテレ）放送開始。またこれを機に放送所（送信所）以外の機能を大分市東春日町1-2へ移転。
- 1964年（昭和39年）10月1日 - 総合テレビカラー放送開始[1]。
- 1966年（昭和41年）3月20日 - 教育テレビカラー放送開始[2]。
- 1969年（昭和44年）3月 - FM放送開始。
- 1998年（平成10年）9月 - 新会館（大分市高砂町のOASISひろば21）へ移転。
- 2006年（平成18年）
  - 11月1日 - 地上デジタル放送の試験放送（サイマル放送）開始。
  - 12月1日 - 地上デジタル放送開始。
- 2011年（平成23年）7月24日 - アナログ放送終了。
- 2018年（平成30年）の4月改編より、土日祝日（年末年始・オリンピック期間中も含む）のローカルニュース・気象情報などはテレビ・ラジオともに原則として選挙及び災害等を除き全て福岡からの九州沖縄ブロックニュースに一統され、大分からのローカルニュース・気象情報は平日のみとなった[3]。
- 2022年（令和4年）
  - 4月1日 - 令和改革により、部制（放送部・営業部等）からセンター制に改められ、コンテンツセンター、経営管理企画センターへ再編された。
  - 4月9日 - 4月改編に伴い、総合テレビ土日祝日の18:45のローカルニュース・気象情報が大分局発に戻された[4]。但し、大型連休の谷間やお盆休み、年末年始期間は原則として全時間帯で福岡発、ラジオは原則として従来通り全時間帯で福岡発となる。
- 2023年（令和5年）5月15日 - NHKプラスで地域向けのテレビ番組の見逃し配信が開始[5][注釈 1]。

## 主なテレビの送信所・中継局

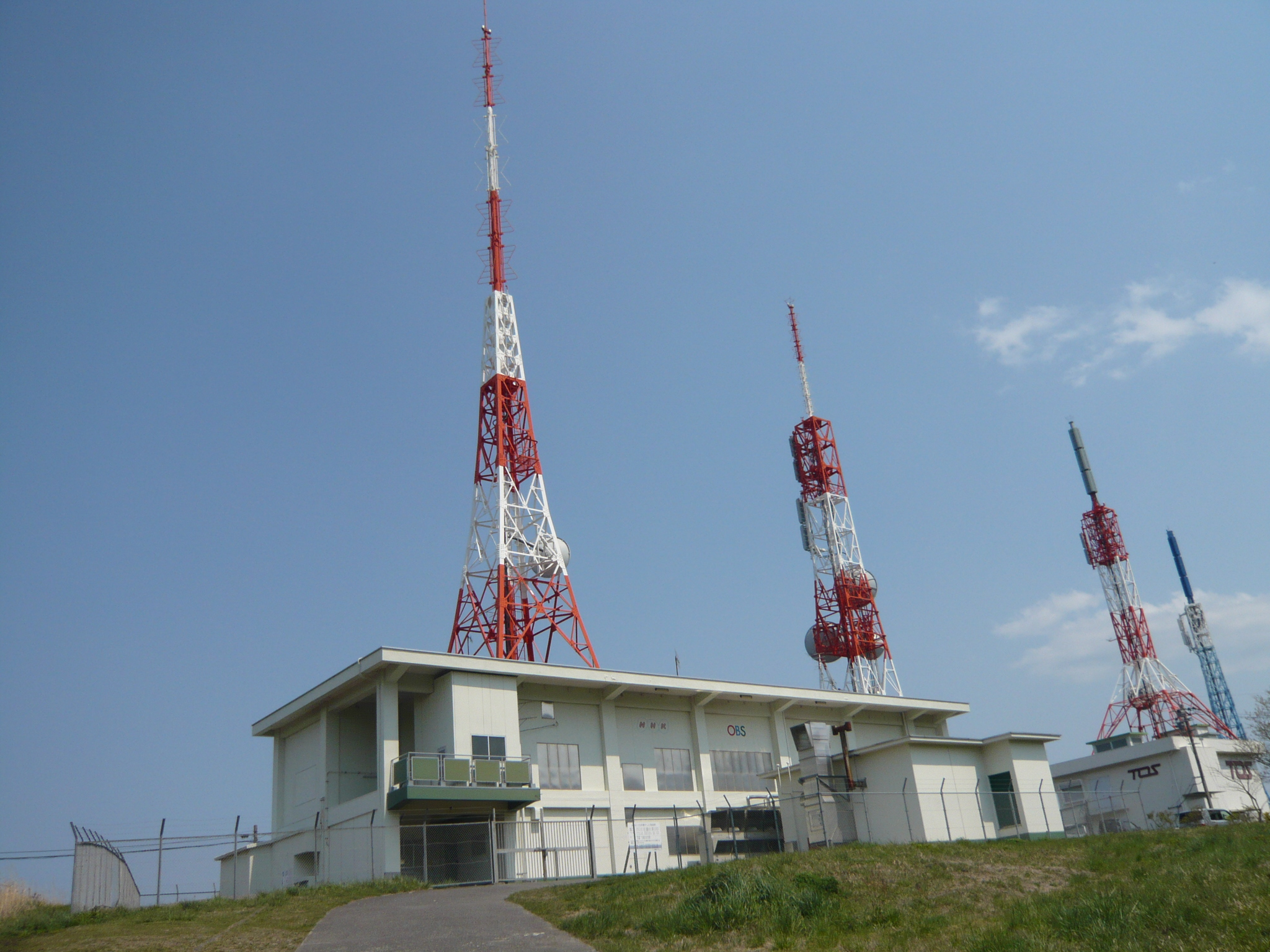
十文字原のテレビ・FM送信所

### 呼出符号
- 総合：JOIP
- 教育：JOID

※九州でも後発組だったため末尾が「P/D」の組み合わせとなっている。テレビジョン放送には「-DTV」、FMラジオ放送（総合系統のみ）には「-FM」が付く。

### 総合テレビジョン

#### デジタル
コールサイン：JOIP-DTV

リモコンキーID：【1】
- 大分：15ch　1kW（十文字原）
- 野津原：15ch　3W　2007年（平成19年）9月開局　（坊主山）
- 大分東：15ch　1W　2007年（平成19年）9月開局  （横江山）
- 玖珠：15ch　10W　2007年（平成19年）12月開局　（崩平山）
- 中津：15ch　40W　2008年（平成20年）3月開局　（八面山）
- 三重：17ch　10W　2007年（平成19年）12月開局　（佩楯山）
- 日田：15ch　 3W　2008年（平成20年）7月開局　（尾当山）
- 佐伯：15ch  10W　2008年（平成20年）12月開局　（波越山）

#### アナログ（2011年7月24日まで）
コールサイン：JOIP-TV
- 大分：3ch　映像3kW／音声750W（別府市十文字原）
- 中津：48ch　映像100W／音声25W(中津市三光八面山)
- 日田：5ch　映像16W／音声4W（日田市尾当山）
- 佐伯：7ch　映像30W／音声7.5W（佐伯市波越山）
- 竹田：8ch　映像3W／音声750mW（豊後大野市朝地町三宅山）
- 三重：58ch　映像100W／音声25W（豊後大野市三重町佩楯山）
- 国東：56ch　映像100W／音声25W（国東市小門山）
- 玖珠：53ch　映像100W／音声25W（九重町崩平山）

### 教育テレビジョン

#### デジタル
コールサイン：JOID-DTV

リモコンキーID：【2】
- 大分：14ch　1kW（十文字原）
- 野津原：14ch　3W　2007年（平成19年）9月開局
- 大分東：14ch　1W　2007年（平成19年）9月開局
- 玖珠：23ch　10W　2007年（平成19年）12月開局
- 中津：14ch　40W　2008年（平成20年）3月開局
- 三重：16ch　10W　2007年（平成19年）月開局
- 日田：20ch　 3W　2008年（平成20年）7月開局
- 佐伯：14ch  10W　2008年（平成20年）5月開局

#### アナログ（2011年7月24日まで）
コールサイン：JOID-TV
- 大分：12ch　映像3kW／音声750W（十文字原）
- 中津：45ch　映像100W／音声25W（八面山）
- 日田：2ch　映像16W／音声4W
- 佐伯：1ch　映像30W／音声7.5W
- 竹田：1ch　映像3W／音声750mW
- 三重：55ch　映像100W／音声25W
- 国東：53ch　映像100W／音声25W
- 玖珠：50ch　映像100W／音声25W

## ラジオ送信所・中継局の周波数

### ラジオ第1放送
コールサイン：JOIP
- 大分：639kHz　5kW（大分市生石、NHK平原ラジオ放送所）
  - 1978年11月23日から1997年7月31日までは、819kHzで送信していた。
- 中津：981kHz　100W（中津市下池永字錆矢堂、局舎及びアンテナはOBSラジオと共用）
- 日田：1026kHz　100W（日田市高瀬字銭渕町、NHK日田ラジオ中継局）
- 佐伯：1161kHz　100W（佐伯市野岡、局舎及びアンテナはOBSラジオと共用）
  - 佐伯補完：90.7MHz　20W（FM波）
  - 東蒲江補完：89.9MHz　10W（FM波）
  - 蒲江補完：79.4MHz　10W（FM波）
- 竹田：1323kHz　100W（竹田市飛田川字荒巻、NHK竹田ラジオ中継局）
- 玖珠：1341kHz　100W（玖珠郡玖珠町岩室、NHK玖珠ラジオ中継局）

親局は出力5kWながら瀬戸内海のほぼ一円で聴取可能であるが、逆に大分県西部山間部（現在の中津市南西部（旧下毛郡）や日田市南部（旧日田郡）など）では難聴取地域も多く、以前は福岡放送局（612kHz、100kW）がカバーしていた。現在は難聴取解消のため中継局を設置している。
また、佐伯地区のFM波中継局は南海トラフ地震対策の特例として設置されたFM補完中継局である。その佐伯中継局は、OBS開局に際し、日本初の中波3局相乗りの中継局となった。一方中津中継局はその逆に、NHKがOBSに相乗りして開局した。

### ラジオ第2放送
コールサイン：JOID
- 大分：1467kHz　1kW（大分市生石、NHK平原ラジオ放送所）
  - 1978年11月22日までは、1470kHzで送信していた。
- 佐伯：1521kHz　100W（佐伯市野岡、局舎及びアンテナはOBSラジオと共用）

※中津市周辺はNHK山口第2放送のエリア
※日田市周辺はNHK福岡第2放送のエリア
※竹田市・玖珠町周辺はNHK熊本第2放送のエリア

### FM放送
コールサイン：JOIP-FM
- 大分（十文字原）：88.9MHz　1kW
- 中津：86.2MHz　10W
- （中津）本耶馬溪（ほんやばけい）：86.8MHz　10W
- （中津）山国（やまくに）：82.6MHz　1W
- （宇佐）安心院（あじむ）：84.6MHz　10W
- 国東（くにさき）：83.5MHz　10W
- 日田：84.2MHz　10W
- 玖珠（くす）：82.3MHz　100W
- 竹田（たけた）：86.0MHz　10W
- （豊後大野）三重：85.0MHz　3W
- 津久見：83.8MHz　10W
- 佐伯（さいき）：84.6MHz　10W
- （佐伯）宇目（うめ）：84.2MHz　10W
- （佐伯）蒲江（かまえ）：84.3MHz　10W
- （佐伯）畑野浦：80.4MHz　10W

## 支局
- 中津（県北担当）
- 日田（県西担当）
- 佐伯（県南担当）

## 主な大分局制作番組
2023年4月3日以降。

### 総合テレビ
太字はNHKプラスの「ご当地プラス」において見逃し配信を実施している番組。
- ぶんドキ（平日 18:10 - 19:00、土曜・日曜 18:45 - 18:59）[注釈 3]
- ニュース（大分）（平日 12:15 - 12:20）
- ニュース845おおいた（平日 20:45 - 21:00）
- @おおいた（金曜日 19:30 - 19:55、年10本程度）[注釈 4]
- ぶんぶん探検隊（金曜日 19:30 - 19:55、再放送 土曜日 7:35 - 8:00、年5本程度）
- Jリーグ中継（大分トリニータ主催試合）[注釈 5]

### 教育テレビ
- 財前直見の暮らし彩彩（随時日曜日 18:00 - 18:30、全国放送）
  - 総合テレビ夕方のニュース番組で放送しているコーナーの総集編。総合テレビでも九州沖縄向けに放送。

### ラジオ第1放送
- 平日大分県向けのラジオニュース 11:50（FMサイマル）、12:15（FMサイマル）、13:55、18:50（FMサイマル）
  - 上記以外は、福岡から九州沖縄地方向けのラジオニュースを放送。

## 過去の制作番組

### 総合テレビ
- NHKニュースおはよう大分
- ひるまえスタジオおおいた→好きっちゃおおいた→ひるいろ
- おおいた640→おおいた630→イブニングネットワークおおいた→新鮮!おおいた情報広場→情報ボックスおおいた→オアシスTVおおいた→おおいたホットニュース→ニュースTodayおおいた→しんけんワイド大分→いろどりOITA
- ししまるTV→県民参加型バラエティ「GAP!」→スイッチ↑→フカナビ!オオイタ→フカイロ!
- GAP!
- ニュース645おおいた
- おおいた熱討キャンバス

### ラジオ第1放送
- ゆうどき5おおいた→5時いろラジオ

## アナウンサー・キャスター
- 氏名の後の*は、過去に大分局勤務経験があることを示す。

| 氏名           | 前任地             | 担当番組                                                   | 備考                                           |
| アナウンサー   | アナウンサー       | アナウンサー                                               | アナウンサー                                   |
| -------------- | ------------------ | ---------------------------------------------------------- | ---------------------------------------------- |
| 寺澤敏行*      | ラジオセンター     | アナウンスグループ統括 大分県のニュース・気象情報          |                                                |
| 宮崎大地       | 東京アナウンス室   | ぶんドキ （メインキャスター） 大分県のニュース・気象情報   |                                                |
| 飯塚洋介       | 佐賀               | 大分県のニュース・気象情報 各種スポーツ中継                |                                                |
| 和田弥月       | 初任地             | 大分県のニュース・気象情報                                 | 新人事制度適用対象 「地域勤務採用」 大分市出身 |
| 菅家大吾       | 初任地             | 大分県のニュース・気象情報                                 |                                                |
| 契約キャスター |                    |                                                            |                                                |
| 早川愛         |                    | ぶんドキ （キャスター・隔週）                              | 大分県出身                                     |
| 三雲紫恩       |                    | ぶんドキ （キャスター・隔週）                              | 2024年度まではリポーター                       |
| 竹野彩楽       | ケーブルテレビ佐伯 | ぶんドキ （リポーター） 大分県のニュース・気象情報         |                                                |
| 宮本明日佳     | ケーブルネットおえ | ぶんドキ （スポーツキャスター） 大分県のニュース・気象情報 |                                                |
| 気象予報士     |                    |                                                            |                                                |
| 伊藤理紗子     |                    | ぶんドキ                                                   | オフィス気象キャスター所属                     |

## マスコットキャラクター
- 開局60周年を記念して「ニュース（News）」「ハビット（Habit）」「キーピング（Keeping）」の3体が登場した。この数は大分県内の放送局の中で最も多い。かつては、「オアシスTVおおいた」の5時台オープニング映像で使用していた。
- 開局80周年を記念して「おけまる」が登場した。湯桶から生まれた温泉の妖精というコンセプトである。声は種崎敦美。デザインは今井杏[7]。

NHK大分オリジナルソングとして「ぶんぶんちゃっぽー」も完成。作詞は別府ともひこ。作曲はぼっちぼろまる。別府ともひこ、和田弥月アナウンサーが歌唱している。